# 黒木美香
黒木 美香（くろき みか、1971年11月15日- ）は、岐阜県大垣市出身の元女子自転車競技選手。大垣日大高校出身。
ロードレースとトラックレースの兼用選手であり、かつ距離不問の選手で、現役当時は、競技選手数そのものが少なかった日本の女子自転車競技界を牽引した。元祖美人アスリートとしても名高い。
イノアック・デキ（出来鉄工所）在籍時代の1992年、バルセロナオリンピックの個人スプリントに出場。7位に入り、日本女子自転車競技史上初のオリンピック大会における入賞を果たす。同年、出身地の大垣市より、バルセロナ五輪での活躍を讃えられ、スイトピア章が、また1993年には同市より、第9号の須崎章がそれぞれ授与された。
この他の実績として、1990年の国際サイクルロードレース（ツアー・オブ・ジャパンの前身のレース）総合7位（日本人選手第1位）、1993年のUCIトラックワールドカップクラシックス第2戦（スペイン・バレンシア）の個人スプリント6位、500mタイムトライアル5位などがある。